# Radio WMW
Radio WMW (Westmünsterland-Welle; eigene Schreibweise: RADIO WMW) ist ein seit 1992 bestehendes privates Lokalradio im Kreis Borken.

## Geschichte
Radio WMW ging am 4. April 1992 mit einer Lizenz der Landesanstalt für Medien Nordrhein-Westfalen auf Sendung. Von 1990 bis 2013 war Reiner Mannheims Chefredakteur. Sein Nachfolger ist seit dem 1. Juli 2014 Lennart Thies.
Seit Mai 2016 wird der Betrieb der UKW-Frequenzen durch den Anbieter Uplink Network aus Düsseldorf verantwortet, der im Rahmen einer Marktliberalisierung den Bundespost-Nachfolger Media Broadcast ersetzt.
Aufgrund einer Auseinandersetzung zwischen Uplink Network und Radio NRW drohten den Sendern der Radio NRW und somit auch Radio WMW der UKW-Blackout. Dank gemeinsamen Gesprächen konnte allerdings doch noch eine Lösung gefunden werden.

## Sendebetrieb
Radio WMW sendet von Montag bis Freitag rund acht Stunden Lokalprogramm, Samstag vier und Sonntag drei Stunden. Dazu gehört eine Morningshow. Das Restprogramm und die Nachrichten zur vollen Stunde werden von dem Mantelprogrammanbieter Radio NRW produziert. Werktags sendet das Lokalradio von 6 bis 19 Uhr zu jeder halben Stunde drei- bis fünfminütige Lokalnachrichten. Außerdem werden zu jeder halben bzw. vollen Stunde lokale Wetter- und Verkehrsinformationen gesendet.
Sonntag gibt es von 9 bis 12 Uhr eine gemeinsame Sendung mit Philipp Böckmann die zeitgleich bei Antenne Münster und Radio RST läuft.
2022 wurde zum Karpaten-Festival in Ahaus eine Sondersendung live aus Borken an den Karpaten-Wochenenden gesendet. Moderiert wurde diese von Sina Kuipers.
Bekannte Moderatoren bei Radio WMW sind die Früh-Teams Silvia Ochlast und Daniel Krawinkel, die die Morningshow moderieren, außerdem Benjamin Rotzler und Raimund Stroick. Sina Kuipers und Benjamin Rotzler moderieren im Wechsel von Montag bis Freitag von 14 bis 18 Uhr. Die Lokalnachrichten werden von Martina Sandalls, Harald Block und Sven Nickel im Wechsel präsentiert.

## Empfang
Radio WMW ist über diese UKW-Frequenzen terrestrisch zu empfangen.
| Sendestandort               | Frequenz   | Sendestärke | RDS      |
| --------------------------- | ---------- | ----------- | -------- |
| Bocholt Hohenstaufenstrasse | 88,40 MHz  | 1 kW        | RADIOWMW |
| Ahaus                       | 93,00 MHz  | 0,5 kW      | RADIOWMW |
| Borken Bahnhofsstraße       | 97,6 MHz   | 1 kW        | RADIOWMW |
| Gronau (Westf.)             | 103,60 MHz | 0,01 kW     | RADIOWMW |

Außerdem besitzt Radio WMW auch Kabelfrequenzen. Diese lauten 87,95 MHz für Ahaus, Gescher, Gronau (Westf.), Heek und Schöppingen und 105,80 MHz für Bocholt, Borken, Heiden, Rhede, Stadtlohn und Vreden.
Eine Ausstrahlung des Programmes über Satellit oder Digitalradio (DAB) ist momentan nicht vorhanden.

## Unternehmen
Der Lokalsender erreichte bei der E.M.A. 2011/II täglich 42,2 % der Hörer im Sendegebiet und ist damit in der Region Marktführer.
Vermarktungsaufgaben im Bereich Radio-Werbung sind an die Münsterländische Medien Service GmbH & Co. KG (MMS) aus Münster ausgelagert.